# Parancistrocerus polingi
Parancistrocerus polingi är en stekelart som först beskrevs av Richard Mitchell Bohart 1949.  Parancistrocerus polingi ingår i släktet Parancistrocerus och familjen Eumenidae. Inga underarter finns listade i Catalogue of Life.